# تپه بابان یاور ۳
تپه بابان یاور مربوط به دوره نوسنگی است و در شهرستان کرمانشاه، بخش کوزران، دهستان سنجابی، روستای بابان یاور واقع شده و این اثر در تاریخ ۲۶ اسفند ۱۳۸۶ با شمارهٔ ثبت ۲۱۷۸۴ به‌عنوان یکی از آثار ملی ایران به ثبت رسیده است.